# Anne-Sofie Jensen
Anne-Sofie Jensen (født 22. februar 1972 i Hjørring) er en dansk politolog og Danmarks rigsarkivar siden 1. januar 2019.

## Baggrund
Jensen blev i 2000 cand.scient.pol. i statskundskab fra Aarhus Universitet. Hun er gift, har tre børn og bor i København.

## Karriere
Den 1. januar 2019 tiltrådte Jensen stillingen som rigsarkivar og afløste dermed Asbjørn Hellum som den øverste leder af Rigsarkivet. Hun kom fra en stilling som vicedirektør i Styrelsen for Dataforsyning og Effektivisering. I årene 2014-2016 var Jensen vicedirektør i Geodatastyrelsen, og inden da kontorchef i Energistyrelsen, daglig leder og udvalgssekretær for Folketingets Europaudvalg og fuldmægtig i Udlændingestyrelsen.
Den 22. august 2022 udsendte Skatteministeriet en pressemeddelelse, hvori Anne-Sofie Jensen blev præsenteret som ny direktør for Gældsstyrelsen.
I 2024 blev hun ansat som direktør for Vurderingsstyrelsen, der i forlængelse af ansættelsen fortsat har været under heftig kritik.